# Stephan Zierz
Stephan Franz Maria Zierz (* 20. Juli 1954 in Heidelberg; † 22. April 2024 in Halle) war ein deutscher Neurologe. Er war Universitätsprofessor an der Martin-Luther-Universität Halle-Wittenberg und Direktor der Neurologischen Klinik und Poliklinik des Universitätsklinikums Halle. Besonders bekannt ist er für seine klinische Expertise und seine wissenschaftlichen Arbeiten zu neuromuskulären Erkrankungen.

## Leben
Zierz studierte Medizin in Gießen und Bonn. 1980 erhielt er seine Approbation als Arzt und schloss im selben Jahr seine Promotion ab. Danach arbeitete Zierz an einem psychiatrischen Landeskrankenhaus in der Südpfalz. Seine mehrjährige wissenschaftliche Qualifizierung absolvierte er unter anderem drei Jahre lang am Institut für Physiologische Chemie der Universität Göttingen sowie zwei Jahre an der Mayo Clinic in Rochester (USA) bei Andrew G. Engel. 1995 wurde Zierz als C4-Professor nach Halle/Saale berufen und wurde bereits ein Jahr später zum Dekan der Medizinischen Fakultät gewählt. Diese erste von insgesamt drei Amtszeiten war vor allem durch eine Vielzahl von Neuberufungen sowie der Mitwirkung an neuen Strukturen in Fakultät und Universität geprägt. Ein weiterer Schwerpunkt der Tätigkeit in dieser ersten Amtsperiode war die Auseinandersetzung mit der geplanten Privatisierung des Universitätsklinikums durch den Verkauf an eine private Krankenhauskette. Durch vielfache Diskussionen mit der Landespolitik und externen Fachleuten des Gesundheitssystems und nicht zuletzt durch die Mobilisierung einer breiten Öffentlichkeit wurde die Privatisierung umgangen und ein Medizingesetz erarbeitet, das den Neubau eines Klinikums und den Rechtsrahmen für ein freieres wirtschaftliches Handeln des Klinikums ermöglichte. Der Katholik Zierz wurde am 4. Mai 2024 auf dem Laurentiusfriedhof in Halle beigesetzt.

## Wissenschaftliche Schwerpunkte
Im besonderen wissenschaftlichen Interesse von Zierz waren die neuromuskulären Erkrankungen und insbesondere die metabolischen Myopathien, die auf Defekten der muskulären Energieversorgung beruhen. Hier ist vor allem das Krankheitsbild des muskulären Carnitin-Palmitoyltransferase-Il-Mangels zu nennen. Schon 1985 konnten Zierz und Engel an der Mayo Clinic in Rochester zeigen, dass dieser Erkrankung kein wie bislang angenommenes Fehlen von enzymatisch aktivem Protein zugrunde liegt, sondern dass es sich um ein abnorm reguliertes Enzym handelt, was den nur attackenartigen Charakter der Erkrankung erklären könnte. Nach kontinuierlicher experimenteller Forschung konnte dann 2016 eindeutig gezeigt werden, dass diese initiale Hypothese richtig war. Ein weiterer Forschungsschwerpunkt von Zierz waren die mitochondrialen Erkrankungen, die auf Defekten der mitochondrialen Atmungskette beruhen. Hier wurden in Zusammenarbeit mit einer Arbeitsgruppe in Newcastle upon Tyne neue Mutationen identifiziert und klinische Phänotypen entsprechend der molekularen Grundlage definiert.
Zierz baute die bis zu seiner Berufung an der Halleschen Fakultät bestehende Abteilung für Neurologie zu einer selbständigen Neurologischen Klinik auf. Sie ermöglicht Diagnostik und Therapie des gesamten neurologischen Krankheitsspektrums. Entsprechend seiner wissenschaftlichen Ausrichtung nahmen von Anfang an neuromuskuläre Erkrankungen und insbesondere Myopathien einen besonderen Raum ein. So wurde ein leistungsfähiges Muskellabor aufgebaut, in dem Muskelbiopsien in eigener Regie histopathologisch, biochemisch und molekulargenetisch analysiert werden konnten. Diese Analysen umfassen inzwischen nicht nur die eigenen Patienten, sondern auch Probenzusendungen aus der gesamten Bundesrepublik.
Neben seiner Tätigkeit in Halle/Saale war Zierz zehn Jahre regelmäßig in der Mongolei aktiv, wo er Fortbildungsveranstaltungen für die mongolischen Neurologen organisierte und wo ihm ausgewählte Patienten vorgestellt wurden, deren Erkrankungen gemeinsam mit den mongolischen Kollegen wissenschaftlich in Halle erforscht werden. Neben verschiedenen anderen Ehrungen wurde ihm 2016 deshalb der Titel eines Gastprofessors für Neurologie an der Medizinischen Fakultät von Ulaanbaatar verliehen.

## Mitgliedschaften in wissenschaftlichen Vereinigungen
- Präsident der Deutschen Gesellschaft für Klinische Neurophysiologie und funktionelle Bildgebung[12]
- Deutsche Gesellschaft für Muskelkranke

## Ehrungen und Auszeichnungen
- 1990: Myopathiepreis der Deutschen Gesellschaft für Muskelkranke
- Visiting professor for Neurology of the University of Ulaabaatar (Mongolia)

## Publikationen
- Dengler R, Ludolph E, Zierz S: Amyotrophe Lateralsklerose. Thieme, Stuttgart, 2. Aufl. 2000; ISBN 978-3-13-127502-8
- Zierz S, Pongratz DE: Neuromuskuläre Erkrankungen. Diagnostik, interdisziplinäre Therapie und Selbsthilfe. Deutscher Ärzte-Verlag Köln 2003, ISBN 3-7691-1172-9, ISBN 978-3-7691-1172-9
- Kornhuber ME, Zierz S: Die neurologische Untersuchung. Steinkopf. Darmstadt 2005, ISBN 978-3-7985-1444-7
- Zierz S: Muskelerkrankungen. Thieme. Stuttgart, 4. Aufl. 2014, ISBN 978-3-13-567804-7